# Brachychalcinus copei

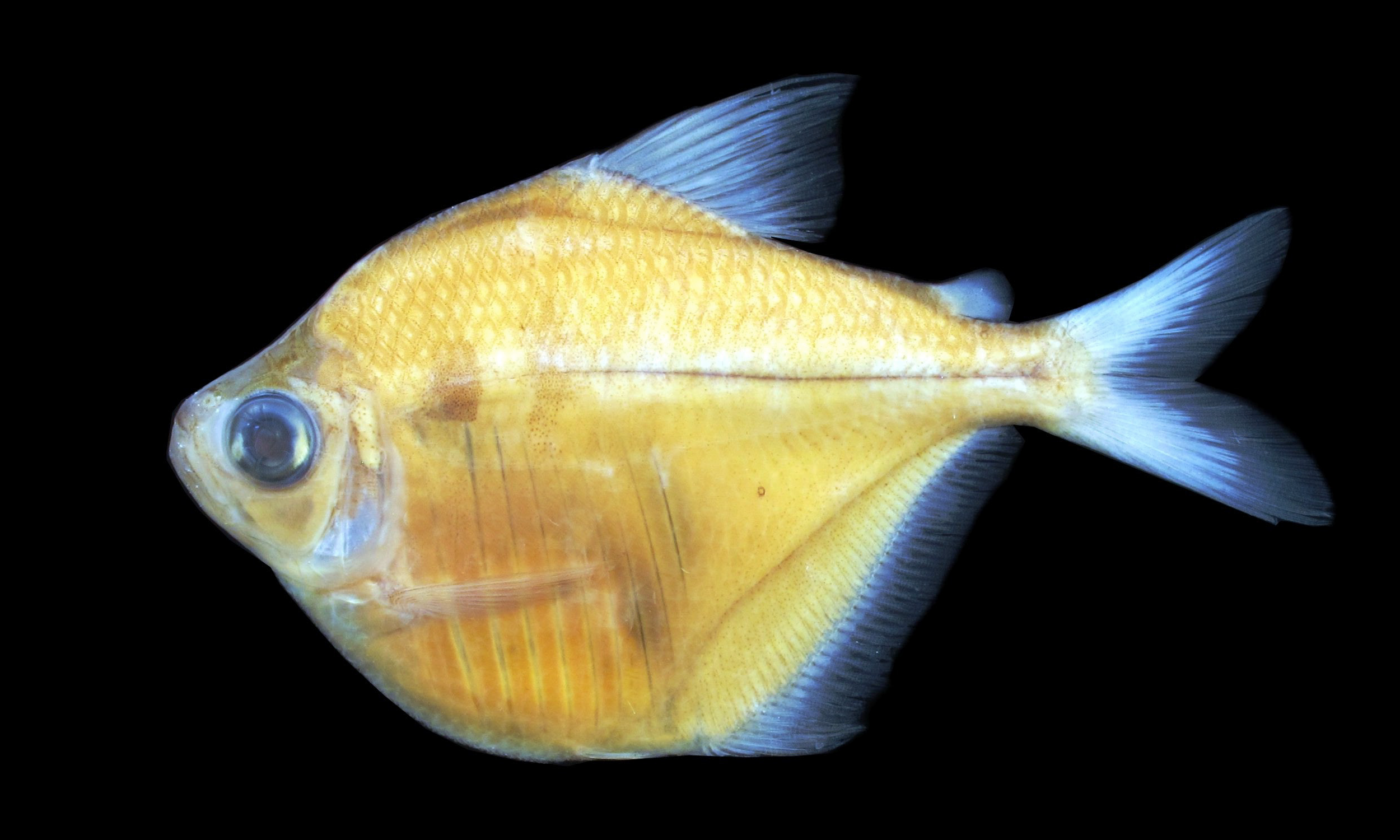
Brachychalcinus copei, conservado en la colección del Museo de Zoología de la Universidad Estatal de Londrina en Brasil.

Brachychalcinus copei es una especie de peces de la familia Characidae en el orden de los Characiformes.

## Morfología
Los machos pueden llegar alcanzar los 7,3 cm de longitud total.

## Hábitat
Vive en zonas de clima tropical entre 22 °C - 26 °C de temperatura.

## Distribución geográfica
Se encuentran en Sudamérica:  cuencas de los ríos  Solimões y  Madeira.